# Edmund Campion

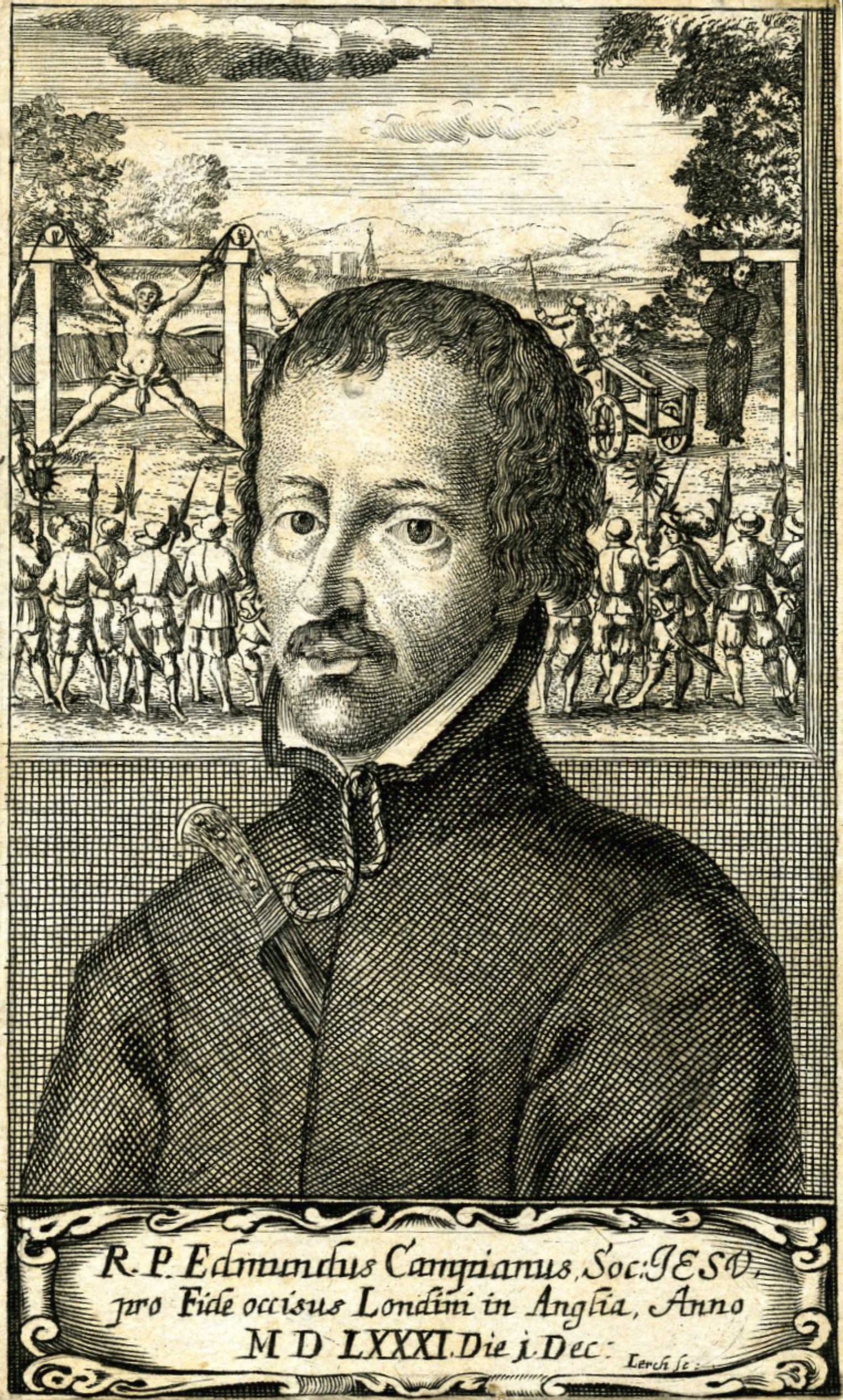
Edmund Campion

Edmund Campion (auch latinisiert Edmundus Campianus) (* 25. Januar 1540 in London; † 1. Dezember 1581 in Tyburn) war ein Pater im Jesuitenorden und ist ein kanonisierter Märtyrer der katholischen Kirche.

## Leben
Campion wurde in London geboren. Er war Stipendiat am St John’s College in Oxford, wo er sich schnell durch seine herausragenden wissenschaftlichen Leistungen einen Namen machte. 1569 erhielt er die Ernennung zum Diakon der Kirche von England. Er legte zwar den Suprematseid ab, blieb aber in seinem Denken und Fühlen katholisch. 1570 ging er auf Einladung Richard Stanihursts nach Irland. Es ist unklar, ob er zu diesem Zeitpunkt bereits innerlich konvertiert war und sich dort sicherer fühlte, oder ob die Konversion erst in Irland stattfand. Mehrere Widersacher setzten ihm so sehr zu, dass er nach Flandern floh, wo er im Englischen Kolleg von Douai Theologie studierte. 1573 trat Edmund Campion in Rom dem Jesuitenorden bei. Das Noviziat absolvierte er in Brünn, anschließend wirkte er als Rhetoriklehrer an der Jesuitenschule in Prag, wo er im Jahre 1578 das Sakrament der Priesterweihe empfing. Kurze Zeit später erhielt er zusammen mit Robert Persons den Auftrag, in England eine Mission der Jesuiten aufzubauen. Trotz der großen Gefahr stellten sich die Männer der Aufgabe. Sie reisten verkleidet nach England ein und wirkten dort ab 1580 im Untergrund. Edmund Campion wirkte schriftstellerisch für den katholischen Glauben und reiste durch weite Teile Englands, wobei er Gefangenenbesuche bei inhaftierten Katholiken machte und die Sakramente spendete. Durch seine Tätigkeit gewannen die verunsicherten und verfolgten Katholiken neuen Mut. Am 27. Juli 1581 wurde er verhaftet und im Tower von London inhaftiert. Vier Tage verbrachte er im Little Ease. Dann wurde ihm Schonung angeboten, falls er dem katholischen Glauben abschwöre, doch Campion blieb trotz schwerer Folter standhaft. Am 1. Dezember 1581 wurde er unter großer Anteilnahme der Bevölkerung unter Anwendung der für Hochverrat vorgesehenen verschärften Hinrichtungsmethoden  exekutiert (Schleifung vom Gefängnis durch London zum Richtplatz, Entmannung, Ausdärmen, Verbrennen der Eingeweide vor den eigenen Augen – das alles demnach bei lebendigem Leibe –, sodann Enthauptung und Vierteilung).

### Verehrung und Nachwirken
Eduard Campion wurde von Papst Leo XIII. am 9. Dezember 1886 seliggesprochen., seine Heiligsprechung erfolgte 1970 durch Paul VI. als einer der 40 Martyrer von England und Wales.
Sein Gedenktag ist der 1. Dezember, der Tag seines Martyriums.
Zahlreiche Bildungseinrichtungen der Jesuiten sind nach ihm benannt, so z. B.
- Campion Hall, (University of Oxford)

## Werke
Sein wichtigstes Werk ist das auf Englisch verfasste Two bokes of the histories of Ireland (1571). Es wurde erst 1633 in James Wares Ancient Irish Histories gedruckt. Das erste Buch behandelt die Geschichte der Iren bis auf die Eroberung durch die Normannen unter Strongbow, das zweite Buch die Ereignisse nach der normannischen Eroberung.
Da Campion kein Irisch sprach, konnte er die irischen Chroniken und das einflussreiche Lebor Gabála Érenn nur indirekt nutzen. Insgesamt stützt sich die Darstellung vor allem auf Giraldus Cambrensis und William Camden, ist aber weniger negativ den Iren gegenüber. Campion rechtfertigt in dem Werk die Herrschaft Englands über Irland. Er betont bereits frühere Unterwerfungen unter Britannien, zum Beispiel Tributzahlungen der Könige auf Irland an Arthus und das Angebot der milesischen Könige Éber und Éremón zur Unterwerfung unter den britannischen König Gurguntius, der sie nach Irland geschickt hatte (was dieser freilich ablehnt, da er keine Möglichkeiten der Kontrolle sieht). Die irische Sprache hält er der spanischen für nahe verwandt.
Außerdem verfasste er lateinische Schriften über Theologie, die heute nur noch wenig bekannt sind, darunter,  bereits im Untergrund in England,  unter dem Druck der Verfolgung zu seiner Rechtfertigung und zur Erläuterung seines Auftrages die seinerzeit weit verbreiteten Decem rationes (Verteidigung des katholischen Glaubens gegen den anglikanischen, 1580).

## Ausgaben
- Joseph Simons (Hrsg.): Ambrosia. A Neo-Latin Drama by Edmund Campion S. J. Van Gorcum, Assen 1970, ISBN 90-232-0002-0 (lateinischer Text und englische Übersetzung)
- Edmundus Campianus: Rationes decem quibus fretus, certamen aduersarijs obtulit in causa fidei, Edmundus Campianus e Societate nominis Iesu presbyter: allegatae ad clarissimos viros nostrates academicos, Bartholomaeus Bonfadini et Titus Dianus, Romae 1584